# ضوضاء مجهولة

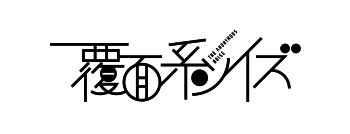
شعار سلسلة المانغا/الأنمي "Fukumenkei Noise" (الضوضاء المقنّعة).

ضوضاء مجهولة (باليابانية: 覆面系ノイズ، بالروماجي: Fukumenkei Noizu) (بالإنجليزية: Anonymous Noise) هي سلسلة مانغا يابانية من تأليف ورسم ريوكو فوكوياما، نشرت من قبل هاكسينشا، في مجلة هانا تو يومي، في 20 أبريل عام 2013 حتى 5 يناير عام 2019، وتكونت 18 مجلدًا. تدور القصة حول فتاة تدعى نينو تعشق الموسيقى والفرق الغنائية. تكتشف عند دخولها الثانوية أن صديق لها في الطفولة يرتاد نفس المدرسة.
حصلت المانغا على فيلم ياباني من بطولة آيامي ناكاجو وجُون شيسون ويوتا كوسِكي عرض في خريف 2017. وكذلك على أنيمي تلفزيوني عرض في 11 نيسان 2017.

## الشخصيات
- نينو (باليابانية: ニノ)

مؤدي الصوت: ساوري هايامي
- يوزو (باليابانية: ユズ)

مؤدي الصوت: دايكي ياماشيتا
- مومو (باليابانية: モモ)

مؤدي الصوت: كوكي أوتشياما
- هارويوشي (باليابانية: ハルヨシ)

مؤدي الصوت: دايسكي أونو
- كورو (باليابانية: クロ)

مؤدي الصوت: جون فوكوياما
- ميو

مؤدي الصوت: أياهي تاكاغاكي

## العاملون على الأنيمي
- إخراج: هيديا تاكاهاشي
- كتابة: ديكو آكاو
- تصميم الشخصيات وإخراج التحريك: ماريكو إيتو
- موسيقى: Sadesper Record
- ستديو: براينز بايس

## وصلات خارجية
- ضوضاء مجهولة على موقع ANN manga (الإنجليزية)

لا توجد روابط لمواقع التواصل الاجتماعي.